# Stazione di Rapperswil
La stazione di Rapperswil (in tedesco Bahnhof Rapperswil) è la principale stazione ferroviaria a servizio dell'omonima città nel comune svizzero di Rapperswil-Jona, sulla ferrovia Zurigo-Rapperswil, sulla Wallisellen-Rapperswil, sulla Rapperswil-Pfäffikon e sulla Rapperswil-Ziegelbrücke. È gestita dalle Ferrovie Federali Svizzere.

## Storia
La stazione fu attivata il 15 febbraio 1859, in occasione del completamento della linea Wallisellen-Rapperswil.

## Strutture e impianti
La stazione dispone di 7 binari dotati di marciapiede per il servizio passeggeri, oltre a un binario passante e diversi tronchini. È dotata di un ampio fabbricato viaggiatori.

## Movimento
La stazione, importante punto di raccordo e di interscambio, è servita dai treni delle linee S5 (a cadenza semioraria per Zugo e per Pfäffikon SZ), S7 (a cadenza semioraria per Winterthur), S15 (a cadenza semioraria per Niederweningen), S40 (a cadenza semioraria per Einsiedeln) e SN5 (notturna, a cadenza oraria tra Knonau e Pfäffikon SZ) della rete celere di Zurigo e delle linee S4 (a cadenza oraria per Sargans), S6 (a cadenza oraria per Ziegelbrücke), S17 (a cadenza oraria per Schwanden o Linthal) della rete celere di San Gallo e dal Voralpen Express.

## Servizi
Nella stazione sono presenti:
- Biglietteria automatica
- Sala d'attesa
- Deposito bagagli con personale
- Deposito bagagli automatico
- Ufficio oggetti smarriti
- Servizi igienici
- Ufficio informazioni turistiche
- Bar
- Negozi

Inoltre, sono presenti parcheggi di interscambio per automobili e biciclette.

## Interscambi
- Fermata autobus (Rapperswil SG, Bahnhof, Rapperswil SG, Bahnhof Süd)[3][6][7]
- Fermata traghetto (Rapperswil SG Hochschule o Rapperswil ZSG, sul lago di Zurigo)